# Ambasada Gruzji w Polsce
Ambasada Gruzji w Polsce (gruz. საქართველოს საელჩო პოლონეთში) – gruzińska placówka dyplomatyczna znajdująca się w Warszawie przy ul. Krynicznej 2.

## Siedziba
Demokratyczna Republika Gruzji w 1919 mianowała swojego przedstawiciela dyplomatycznego w Warszawie, tym samym nawiązując z Polską stosunki dyplomatyczne. Przedstawicielstwo mieściło się w kamienicy Władysława Pusłowskiego przy ul. Nowy Świat 17 (1922).
W okresie Wojny polsko-bolszewickiej, w sytuacji zagrożenia zajęcia Warszawy, personel poselstwa był ewakuowany okresowo (od początku sierpnia 1920) do Poznania. Z powodu udanej inwazji ZSRR na Gruzję (luty-marzec 1921) i stworzenia Zakaukaskiej Federacyjnej Socjalistycznej Republiki Radzieckiej stosunki polsko-gruzieńskie uległy ograniczeniu, jednak Polska nie uznała aneksji Gruzji przez Sowietów i utrzymywała kontakty z osiadłym w Paryżu gruzińskim rządem emigracyjnym.
Do czasu uzyskania przez Gruzję niepodległości w 1991 kontakty utrzymywano w ramach stosunków polsko-radzieckich.
Ponownie stosunki dyplomatyczne z Gruzją nawiązano w 1992, a w Polsce w latach 2001–2003 była akredytowana ambasada w Berlinie. W latach 2003–2004 ambasada funkcjonowała w Warszawie, ponownie została uruchomiona w 2005, mieszcząc się przy ul. Wąchockiej 1 s, od 2010 przy ul. Berneńskiej 6, a od 2016 przy ul. Krynicznej 2.
Wydział Konsularny znajduje się przy ul. Berneńskiej 6.